# Edifici al carrer de Llovera, 11
L'Habitatge al carrer de Llovera, 11, és un edifici del municipi de Reus (Baix Camp) inclòs en l'Inventari del Patrimoni Arquitectònic de Catalunya com a Bé Cultural d'Interès Local.

## Descripció
És un edifici entre mitgeres situat al carrer de Llovera, de planta baixa, quatre pisos i terrat. Presenta a la façana una composició simètrica a partir de les obertures de planta baixa, que es repeteixen en totes les plantes a excepció de la quarta, on passa a tenir tres obertures i balcó corregut. Les obertures del primer i segon pis són allindanades, i les del tercer d'arc de mig punt amb motllura, peça clau, cornisa i esgrafiat a manera de sanefa amb medallons. L'última planta té tres obertures d'arc de mig punt, peça clau amb modilló, motllures, balcó corbat corregut i suportat per mènsules i esgrafiats. La barbacana presenta dentellons. La planta baixa presenta una obertura més gran, d'accés a l'activitat comercial, i, més petita, la d'accés a la casa de veïns, que presenta un ull de bou al damunt, que la iguala en alçada a l'entrada comercial. La part més interessant de l'edifici és la composició del balcó de l'últim pis i la barbacana que corona el conjunt.